# Andreas Radtke
Andreas Radtke, född 1968 i Berlin, är en tysk filmklippare.
Andreas Radtke började på 1990-talet som regiassistent och redaktör inom reklambranschen. År 1998 började han att arbeta som frilansande redaktör för film och TV. År 2005 nominerades han till Deutscher Kamerapreis, 2010 till Deutscher Filmpreis och 2017 till Deutscher Fernsehpreis för bästa klippning. Hans arbete omfattar mer än 30 verk.